# حمض السيانيك
 حمض السيانيك هو حمض غير مستقر يتركب من النتروجين والأكسجين والكربون والهيدروجين، وله الصيغة الكيميائية H-O-C≡N، ويكون على شكل سائل عديم اللون.
يعد هذا الحمض صنواً للحمض الأكثر ثباتية وهو حمض إيزوسيانيك. تسمى أملاح حمض السيانيك باسم سيانات.

## التحضير
يمكن الحصول على حمض السيانيك نظرياً من إضافة وسط حمضي إلى أملاح السيانات. ولكن عملياً يتم الحصول على صنوه من حمض إيزوسيانيك.
يمكن إثبات الحصول على حمض السيانيك من تعريض حمض إيزوسيانيك إلى أشعة فوق البنفسجية عند طول موجة مقداره 224 نانومتر في وسط شبكي من الآرغون أو النتروجين عند درجات حرارة منخفضة أقل من 20 كلفن.

## الخصائص
تبلغ قيمة ثابت تفكك الحمض pKa لحمض السيانيك 3.7 عند الدرجة 25 °س.
تعد أملاح السيانات اللاعضوية من المركبات المستقرة، وذلك مثل سيانات البوتاسيوم. يمكن أن تكون السيانات من المركبات العضوية والتي لها الصيغة العامة R–OCN. تميل إسترات حمض السيانبك إلى التجمع على شكل ثلاثي وحدات (تريمير) لتشكل فيما بينها بنية سداسية من حمض السيانوريك.

## اقرأ أيضاً
- سيانات
- حمض إيزوسيانيك
- سيانات الأمونيوم
- سيانات الفضة
- سيانات الرصاص
- ثيوسيانوجين